# Kids' Choice Award al videogioco preferito
Il Kids' Choice Award al videogioco preferito (Favorite Video Game) è un premio assegnato annualmente ai Kids' Choice Awards, a partire dal 1995, al videogioco preferito dai telespettatori del canale Nickelodeon. 

## Vincitori e candidati
Qui di seguito la lista con vincitori, in grassetto, e candidati per edizione.

### 1990
- 1995
  - Donkey Kong Country
  - Disney's Aladdin
  - NBA Jam
- 1996
  - Donkey Kong Country
  - Ms. Pac-Man (Beetlejuice), regia di Tim Burton
  - Tiny Toon Adventures: Buster Busts Loose!
  - X-Men: Children of the Atom
- 1997
  - NBA Jam
  - Donkey Kong Country 2: Diddy's Kong Quest
  - Super Mario 64
  - Toy Story (videogioco)
- 1998
  - Super Mario 64
  - Donkey Kong Country 2: Diddy's Kong Quest
  - Super Mario World 2: Yoshi's Island
  - Star Fox 64
- 1999
  - Super Mario 64
  - Crash Bandicoot
  - The Legend of Zelda: Ocarina of Time
  - Yoshi's Story

### 2000
- 2000
  - Pokemon Giallo
  - Donkey Kong 64
  - Mario Party
  - Toy Story 2: Woody e Buzz alla riscossa!
- 2001
  - Tony Hawk's Pro Skater 2
  - Crash Bash
  - Frogger 2: Swampy's Revenge
  - Pokémon Oro e Argento
- 2002
  - Mario Kart: Super Circuit
  - Backyard Basketball
  - Crash Bandicoot 2
  - Harry Potter e la pietra filosofale (videogioco)
- 2003
  - SpongeBob SquarePants: Revenge of the Flying Dutchman
  - Harry Potter e la camera dei segreti (videogioco)
  - Mario Party 4
  - Spider-Man (videogioco 2002)
- 2004
  - SpongeBob SquarePants: Battle for Bikini Bottom
  - Alla ricerca di Nemo (videogioco)
  - Harry Potter e la Coppa del Mondo di Quidditch
  - Super Mario Advance 4: Super Mario Bros. 3
- 2005
  - Shrek 2 (videogioco)
  - Shark Tale
  - Scooby-Doo 2: Mostri scatenati
  - Spider-Man 2 (videogioco)
- 2006
  - Madagascar: Operatione Pinguino
  - Gli Incredibili: L'Ascesa del Minatore
  - Madden NFL 06
  - Mario Superstar Baseball
- 2007
  - SpongeBob SquarePants: Creature from the Krusty Krub
  - Madden NFL 07
  - Mario Kart DS
  - New Super Mario Bros.
- 2008
  - Madden NFL 08
  - Dance Dance Revolution Hottest Party
  - Guitar Hero III: Legends of Rock
  - High School Musical: Sing It!
- 2009
  - Guitar Hero World Tour
  - Mario Kart Wii
  - Mario Super Sluggers
  - Rock Band 2

### 2010
- 2010
  - Mario Kart Wii
  - The Legend of Zelda: Spirit Tracks
  - Wii Fit
  - Wii Sports Resort
- 2011
  - Just Dance 2
  - Mario vs. Donkey Kong: Parapiglia a Minilandia
  - Need for Speed: Hot Pursuit
  - Super Mario Galaxy 2
- 2012
  - Just Dance 3
  - Lego Star Wars: The Complete Saga
  - Mario Kart 7
  - Super Mario Galaxy
- 2013
  - Just Dance 4
  - Mario Kart 7
  - Skylanders: Giants
  - Wii Sports
- 2014
  - Just Dance 2014
  - Angry Birds Star Wars
  - Disney Infinity
  - Minecraft
- 2015 (Videogioco più avvincente)
  - Minecraft
  - Angry Birds Transformers
  - Candy Crush Saga
  - Disney Infinity 2.0
  - Mario Kart 8
  - Skylanders: Trap Team
- 2016
  - Just Dance 2016
  - Disney Infinity 3.0
  - Minecraft: Story Mode
  - Skylanders: SuperChargers
  - SpongeBob HeroPants
  - Super Mario Maker
- 2017
  - Just Dance 2017
  - LEGO Marvel's Avengers
  - LEGO Star Wars: Il risveglio della Forza
  - Minecraft: Story Mode
  - Paper Mario: Color Splash
- 2018
  - Just Dance 2018
  - LEGO Marvel Super Heroes 2
  - Mario Kart 8 Deluxe
  - Minecraft: Java Edition
  - Star Wars Battlefront II
  - Super Mario Odyssey
- 2019
  - Just Dance 2019
  - LEGO Gli Incredibili
  - Spider-Man (videogioco 2018)
  - Super Smash Bros. Ultimate
  - Super Mario Party

### 2020
- 2020
  - Minecraft
  - Mario Kart Tour
  - Super Smash Bros. Ultimate
- 2021
  - Among Us
  - Animal Crossing: New Horizons
  - LEGO Star Wars: Il risveglio della Forza
  - Fortnite
  - Minecraft
  - Pokémon Go
  - Roblox
- 2022
  - Minecraft
  - Just Dance 2022
  - Mario Party Superstars
  - Brookhaven (minigioco di Roblox)
- 2023
  - Minecraft
  - Pokémon Scarlatto e Violetto
  - Adopt Me!
  - Brookhaven (minigioco di Roblox)
  - Just Dance 2023 Edition
  - Mario + Rabbids Sparks of Hope
- 2024
  - Roblox
  - Just Dance 2024
  - Madden NFL 24
  - Minecraft
  - Super Mario Bros. Wonder
  - The Legend of Zelda: Tears of the Kingdom'